# UCI-Mountainbike-Weltcup 2001
Beim UCI-Mountainbike-Weltcup 2001 wurden durch die Union Cycliste Internationale Weltcup-Sieger im Cross-Country, im Downhill und im Dual Slalom ermittelt. Zusätzlich wurden als Test Wettbewerbe im Cross-Country-Zeitfahren (XCT) durchgeführt, die jedoch bereits im Folgejahr wieder aus dem Programm genommen wurden.
Insgesamt wurden im Cross-Country XCO, im Downhill und im Dual Slalom jeweils acht Rennen ausgetragen. Im Zeitfahren waren fünf Wettbewerbe geplant, von denen das Rennen in Kaprun nach Regen nicht stattfinden konnte.

## Cross-Country

### Frauen Elite
| Rnd | Datum      | Ort              | Erste              | Zweite             | Dritte              |
| --- | ---------- | ---------------- | ------------------ | ------------------ | ------------------- |
| 1   | 8. April   | Napa Valley      | Barbara Blatter    | Alison Dunlap      | Alison Sydor        |
| 2   | 13. Mai    | Sarntal          | Margarita Fullana  | Barbara Blatter    | Alison Dunlap       |
| 3   | 20. Mai    | Houffalize       | Margarita Fullana  | Barbara Blatter    | Alison Dunlap       |
| 4   | 8. Juli    | Grouse Mountain  | Barbara Blatter    | Chrissy Redden     | Alison Dunlap       |
| 5   | 15. Juli   | Durango          | Mary Grigson       | Barbara Blatter    | Caroline Alexander  |
| 6   | 5. August  | Leysin           | Laurence Leboucher | Margarita Fullana  | Annabella Stropparo |
| 7   | 12. August | Kaprun           | Margarita Fullana  | Irina Kalentieva   | Annabella Stropparo |
| 8   | 26. August | Mont Sainte-Anne | Chrissy Redden     | Caroline Alexander | Barbara Blatter     |

Gesamtwertung
| Platz | Name                | Punkte |
| ----- | ------------------- | ------ |
| 1.    | Barbara Blatter     | 1485   |
| 2.    | Caroline Alexander  | 1015   |
| 3.    | Margarita Fullana   | 950    |
| 4.    | Annabella Stropparo | 893    |
| 5.    | Alison Dunlap       | 890    |
| 5.    | Sabine Spitz        | 890    |

### Männer Elite
| Rnd | Datum      | Ort              | Erster               | Zweiter          | Dritter              |
| --- | ---------- | ---------------- | -------------------- | ---------------- | -------------------- |
| 1   | 8. April   | Napa Valley      | José Antonio Hermida | Marc Hanisch     | Marco Bui            |
| 2   | 13. Mai    | Sarntal          | Miguel Martinez      | Roland Green     | Bart Brentjens       |
| 3   | 20. Mai    | Houffalize       | Roland Green         | Bas van Dooren   | José Antonio Hermida |
| 4   | 8. Juli    | Grouse Mountain  | Christoph Sauser     | Roland Green     | Cadel Evans          |
| 5   | 15. Juli   | Durango          | Julien Absalon       | Kashi Leuchs     | Cadel Evans          |
| 6   | 5. August  | Leysin           | Miguel Martinez      | Christoph Sauser | Ludovic Dubau        |
| 7   | 12. August | Kaprun           | Thomas Frischknecht  | Cadel Evans      | Roel Paulissen       |
| 8   | 26. August | Mont Sainte-Anne | Roland Green         | Ryder Hesjedal   | José Antonio Hermida |

Gesamtwertung
| Platz | Name                 | Punkte |
| ----- | -------------------- | ------ |
| 1.    | Roland Green         | 1101   |
| 2.    | José Antonio Hermida | 1065   |
| 3.    | Miguel Martinez      | 987    |
| 4.    | Cadel Evans          | 811    |
| 5.    | Christoph Sauser     | 793    |
| 6.    | Julien Absalon       | 759    |

## Cross-Country Zeitfahren

### Frauen Elite
| Rnd | Datum      | Ort         | Erste             | Zweite              | Dritte              |
| --- | ---------- | ----------- | ----------------- | ------------------- | ------------------- |
| 1   | 7. April   | Napa Valley | Chrissy Redden    | Alison Dunlap       | Barbara Blatter     |
| 2   | 12. Mai    | Sarntal     | Margarita Fullana | Barbara Blatter     | Annabella Stropparo |
| 3   | 19. Mai    | Houffalize  | Margarita Fullana | Annabella Stropparo | Caroline Alexander  |
| 4   | 3. August  | Leysin      | Margarita Fullana | Gunn-Rita Dahle     | Annabella Stropparo |
| 5   | 11. August | Kaprun      | abgesagt          | abgesagt            | abgesagt            |

Gesamtwertung
| Platz | Name                | Punkte |
| ----- | ------------------- | ------ |
| 1.    | Margarita Fullana   | 60     |
| 2.    | Annabella Stropparo | 56     |
| 3.    | Barbara Blatter     | 52     |
| 4.    | Caroline Alexander  | 48     |
| 4.    | Alison Dunlap       | 37     |
| 6.    | Alison Sydor        | 23     |

### Männer Elite
| Rnd | Datum      | Ort         | Erster          | Zweiter             | Dritter           |
| --- | ---------- | ----------- | --------------- | ------------------- | ----------------- |
| 1   | 7. April   | Napa Valley | Marco Bui       | Ryder Hesjedal      | Roland Green      |
| 2   | 12. Mai    | Sarntal     | Miguel Martinez | Roland Green        | Bas van Dooren    |
| 3   | 19. Mai    | Houffalize  | Marco Bui       | Roland Green        | Michael Rasmussen |
| 4   | 4. August  | Leysin      | Julien Absalon  | Thomas Frischknecht | Cédric Ravanel    |
| 5   | 11. August | Kaprun      | abgesagt        | abgesagt            | abgesagt          |

Gesamtwertung
| Platz | Name              | Punkte |
| ----- | ----------------- | ------ |
| 1.    | Marco Bui         | 66     |
| 2.    | Roland Green      | 49     |
| 3.    | Miguel Martinez   | 36     |
| 4.    | Bas van Dooren    | 35     |
| 5.    | Michael Rasmussen | 31     |
| 6.    | Ryder Hesjedal    | 28     |

## Downhill

### Frauen Elite
| Rnd | Datum      | Ort              | Erste                  | Zweite                 | Dritte          |
| --- | ---------- | ---------------- | ---------------------- | ---------------------- | --------------- |
| 1   | 10. Juni   | Maribor          | Anne-Caroline Chausson | Leigh Donovan          | Missy Giove     |
| 2   | 17. Juni   | Vars             | Anne-Caroline Chausson | Fionn Griffiths        | Missy Giove     |
| 3   | 8. Juli    | Grouse Mountain  | Anne-Caroline Chausson | Missy Giove            | Tracy Moseley   |
| 4   | 15. Juli   | Durango          | Anne-Caroline Chausson | Tracy Moseley          | Missy Giove     |
| 5   | 29. Juli   | Arai             | Anne-Caroline Chausson | Missy Giove            | Sabrina Jonnier |
| 6   | 5. August  | Leysin           | Katja Repo             | Anne-Caroline Chausson | Céline Gros     |
| 7   | 12. August | Kaprun           | Anne-Caroline Chausson | Tracy Moseley          | Sabrina Jonnier |
| 8   | 26. August | Mont Sainte-Anne | Sabrina Jonnier        | Leigh Donovan          | Céline Gros     |

Gesamtwertung
| Platz | Name                   | Punkte |
| ----- | ---------------------- | ------ |
| 1.    | Anne-Caroline Chausson | 1695   |
| 2.    | Missy Giove            | 1360   |
| 3.    | Sabrina Jonnier        | 1161   |
| 4.    | Fionn Griffiths        | 1114   |
| 5.    | Katja Repo             | 1097   |
| 6.    | Leigh Donovan          | 1039   |

### Männer Elite
| Rnd | Datum      | Ort              | Erster           | Zweiter          | Dritter          |
| --- | ---------- | ---------------- | ---------------- | ---------------- | ---------------- |
| 1   | 10. Juni   | Maribor          | Steve Peat       | Nicolas Vouilloz | Fabien Barel     |
| 2   | 17. Juni   | Vars             | Steve Peat       | Chris Kovarik    | Fabien Barel     |
| 3   | 8 Juli     | Grouse Mountain  | Fabien Barel     | Chris Kovarik    | Michael Hannah   |
| 4   | 15. Juli   | Durango          | Mickaël Pascal   | Eric Carter      | Colin Bailey     |
| 5   | 29. Juli   | Arai             | Nicolas Vouilloz | Sean McCarroll   | Michael Ronning  |
| 6   | 5. August  | Leysin           | Mickaël Pascal   | Greg Minnaar     | Cédric Gracia    |
| 7   | 12. August | Kaprun           | Greg Minnaar     | Cédric Gracia    | Nicolas Vouilloz |
| 8   | 26. August | Mont Sainte-Anne | Chris Kovarik    | Greg Minnaar     | Nicolas Vouilloz |

Gesamtwertung
| Platz | Name             | Punkte |
| ----- | ---------------- | ------ |
| 1.    | Greg Minnaar     | 1222   |
| 2.    | Nicolas Vouilloz | 1210   |
| 3.    | Mickaël Pascal   | 1055   |
| 4.    | Chris Kovarik    | 852    |
| 5.    | Cédric Gracia    | 851    |
| 6.    | Fabien Barel     | 834    |

## Dual Slalom

### Frauen Elite
| Rnd | Datum      | Ort              | Erste                              | Zweite                             | Dritte                             |
| --- | ---------- | ---------------- | ---------------------------------- | ---------------------------------- | ---------------------------------- |
| 1   | 9. Juni    | Maribor          | Anne-Caroline Chausson             | Leigh Donovan                      | Katrina Miller                     |
| 2   | 16. Juni   | Vars             | abgesagt, nachgeholt am 12. August | abgesagt, nachgeholt am 12. August | abgesagt, nachgeholt am 12. August |
| 2   | 12. August | Kaprun           | Sabrina Jonnier                    | Katrina Miller                     | Tara Llanes                        |
| 3   | 7. Juli    | Grouse Mountain  | Leigh Donovan                      | Anne-Caroline Chausson             | Tara Llanes                        |
| 4   | 14. Juli   | Durango          | Leigh Donovan                      | Tara Llanes                        | Anne-Caroline Chausson             |
| 5   | 28. Juli   | Arai             | Leigh Donovan                      | Katrina Miller                     | Sabrina Jonnier                    |
| 6   | 4. August  | Leysin           | Katrina Miller                     | Sabrina Jonnier                    | Céline Gros                        |
| 7   | 11. August | Kaprun           | Katrina Miller                     | Leigh Donovan                      | Tara Llanes                        |
| 8   | 25. August | Mont Sainte-Anne | Leigh Donovan                      | Katrina Miller                     | Tara Llanes                        |

Gesamtwertung
| Platz | Name                   | Punkte |
| ----- | ---------------------- | ------ |
| 1.    | Leigh Donovan          | 320    |
| 2.    | Katrina Miller         | 225    |
| 3.    | Tara Llanes            | 205    |
| 4.    | Sabrina Jonnier        | 177    |
| 5.    | Anne-Caroline Chausson | 120    |
| 6.    | Katja Repo             | 79     |

### Männer Elite
| Rnd | Datum      | Ort              | Erster                             | Zweiter                            | Dritter                            |
| --- | ---------- | ---------------- | ---------------------------------- | ---------------------------------- | ---------------------------------- |
| 1   | 9. Juni    | Maribor          | Brian Lopes                        | Cédric Gracia                      | Mickaël Deldycke                   |
| 2   | 16. Juni   | Vars             | abgesagt, nachgeholt am 12. August | abgesagt, nachgeholt am 12. August | abgesagt, nachgeholt am 12. August |
| 2   | 12. August | Kaprun           | Brian Lopes                        | Mickaël Deldycke                   | Wade Bootes                        |
| 3   | 7. Juli    | Grouse Mountain  | Brian Lopes                        | Eric Carter                        | Mickaël Deldycke                   |
| 4   | 14. Juli   | Durango          | Brian Lopes                        | Wade Bootes                        | Cédric Gracia                      |
| 5   | 28. Juli   | Arai             | Wade Bootes                        | Mickaël Deldycke                   | Brian Lopes                        |
| 6   | 4. August  | Leysin           | Brian Lopes                        | Eric Carter                        | Scott Beaumont                     |
| 7   | 11. August | Kaprun           | Brian Lopes                        | Michal Prokop                      | Wade Bootes                        |
| 8   | 25. August | Mont Sainte-Anne | Eric Carter                        | Mickaël Deldycke                   | Cédric Gracia                      |

Gesamtwertung
| Platz | Name             | Punkte |
| ----- | ---------------- | ------ |
| 1.    | Brian Lopes      | 345    |
| 2.    | Eric Carter      | 193    |
| 3.    | Mickaël Deldycke | 191    |
| 4.    | Wade Bootes      | 185    |
| 5.    | Cédric Gracia    | 159    |
| 6.    | Mike King        | 114    |